# Calliscarta acuta
Calliscarta acuta är en insektsart som beskrevs av Freytag 1988. Calliscarta acuta ingår i släktet Calliscarta och familjen dvärgstritar. Inga underarter finns listade i Catalogue of Life.